# مرض قلبي وعائي
الأمراض القلبية الوعائية فئة من الأمراض التي تنطوي على القلب أو الأوعية الدموية (الشرايين والاوردة). بينما يشير المصطلح تقنياً إلى أي مرض يؤثر على الجهاز القلبي الدوراني (كما هو مستخدم في عناوين المواضيع الطبية MeSH)، هو الذي يستخدم عادة للإشارة إلى أمراض الشرايين، مثل (مرض تصلب الشرايين). هذه الشروط لها نفس الأسباب، والآليات، والعلاجات. في الممارسة العملية، وأمراض القلب والأوعية الدموية وتعامل بها القلب، وجراحي الصدر، وجراحي الأوعية الدموية، وأطباء الأعصاب، وتدخلات أطباء الطب الإشعاعي، ويعتمد ذلك على نظام الجهاز. وهناك تداخل في الاختصاصات، والشائع أن بعض الإجراءات التي يتعين على أنواع مختلفة من المتخصصين في نفس المستشفى.
معظم البلدان الغربية تواجه ارتفاع وتزايد معدلات أمراض القلب والأوعية الدموية. كل سنة، أمراض القلب تقتل الكثير من الأمريكيين أكثر من السرطان. أمراض الأوعية القلبية تسبب وحدها في 30% من جميع الوفيات، وأمراض القلب والأوعية الدموية تسبب العجز بالإضافة إلى الوفاة. اثنان من كل ثلاثة وفيات الناجمة عن أمراض القلب تحدث من دون أي تشخيص لأمراض القلب والأوعية الدموية. حتى عام 2005، كانت هذه الأمراض السبب رقم 1 للوفاة والإعاقة في الولايات المتحدة ومعظم البلدان الأوروبية. إحدى الدراسات الهيستولوجية الكبيرة (PDAY) أظهرت أن إصابة الأوعية الدموية يتراكم من المراهقة، مما يجعل من الضروري بذل جهود الوقاية الأولية من مرحلة الطفولة.
تشير التقديرات إلى أن العوامل الغذائية ترتبط بـ 53% من وفيات أمراض القلب. كما أن ضغط الدم والتدخين السكري وقلة ممارسة الرياضة والسمنة وارتفاع نسبة الكوليسترول في الدم وسوء التغذية والإفراط في استهلاك الكحول تلعب دورًا هامًا في تطور مرض الشريان التاجي، والسكتة الدماغية، ومرض الشريان المحيطي وتصلب الشرايين.
ارتفاع ضغط الدم وحده مسؤول عن 13% من وفيات الأمراض القلبية الوعائية، بينما يتسبب التدخين بـ 9٪، ومرض السكري 6٪، وعدم ممارسة الرياضة 6٪، والسمنة 5٪. يعد مرض الشريان التاجي والسكتة الدماغية مسؤولان عن ما يقارب 80% من وفيات الأمراض القلبية الوعائية عند الذكور و 75% من الوفيات عند الإناث.
وجد أن ما يقارب من 90% من أمراض القلب والأوعية الدموية يمكن الوقاية منها. تتضمن الوقاية من أمراض القلب والأوعية الدموية آليات وقائية مثل الأكل الصحي، وممارسة الرياضة، وتجنب التدخين، والحد من تناول الكحول. كما أن علاج عوامل الخطر، مثل ارتفاع ضغط الدم والدهون في الدم والسكري مفيد أيضًا. يمكن أن يقلل علاج الأشخاص المصابين بالتهاب الحلق بالمضادات الحيوية من خطر الإصابة بأمراض القلب الروماتيزمية.
تعتبر أمراض القلب والأوعية الدموية هي السبب الرئيسي للوفاة في جميع أنحاء العالم. نتج عن الأمراض القلبية الوعائية مايقارب من 17.9 مليون حالة وفاة (32.1٪) في عام 2015، مقارنةً بـ 12.3 مليون حالة وفاة (25.8٪) في عام 1990. [5] [2] تعتبر الوفيات، في سن معينة، من الأمراض القلبية الوعائية أكثر شيوعًا وتتزايد في كثير من الدول النامية، بينما انخفضت هذه المعدلات في معظم البلدان المتقدمة. يعاني 11% من الأشخاص الذين تتراوح أعمارهم بين 20 و 40 عامًا من أمراض القلب والأوعية الدموية، و 37% ممن تتراوح أعمارهم بين 40 و 60 عامًا، و 71% من الأشخاص الذين تتراوح أعمارهم بين 60 و 80 عامًا، و 85% من الأشخاص الذين تزيد أعمارهم عن 80 عامًا. يبلغ متوسط عمر الوفاة جراء أمراض القلب في البلدان المتقدمة حوالي 80 عامًا، بينما يبلغ حوالي 68 عامًا في الدول النامية.
وبحلول الوقت الذي يتم فيه اكتشاف مشاكل قلبية، والسبب الكامن وراء (التصلب العصيدي) هي حلول متقدمة نوعاً ما، ويتم التحضير لها لعقود من الزمن. ولذلك هناك زيادة التركيز على الوقاية من تصلب الشرايين عن طريق تعديل عوامل الخطر، مثل الأكل الصحي، وتجنب ممارسة التدخين.

## أنواع
أمراض تصيب الأوعية الدموية
- مرض الشريان التاجي يٌعرَف أيضًا بمرض القلب التاجي ومرض نقص التروية القلبية.
- المرض الشرياني المحيطي: مرض الأوعية الدموية المغذية لليدين والساقين.
- المرض الوعائي الدماغي: مرض الأوعية الدماغية المغذية للدماغ تتضمن السكتة الدماغية.
- تضيق الشريان الكلوي.
- أم الدم الأبهرية.

أمراض تصيب القلب
- اعتلال العضلة القلبية.
- المرض القلبي الضغطي: أمراض القلب الثانوية لارتفاع ضغط الدم أو فرط الضغط الشرياني.
- قصور القلب: متلازمة سريرية ناتجة عن عدم قدرة القلب على تأمين تروية دموية كافية للأنسجة تكفي لحاجاتها الاستقلابية.
- مرض القلب الرئوي: قصور في الجانب الأيمن من القلب متعلق بالجهاز التنفسي.
- اضطراب نظم القلب: إيقاع قلبي غير منتظم.
- الداء القلبي الالتهابي:
- التهاب الشغاف: التهاب الطبقة الداخلية للقلب التي تدعى بالشغاف. أكثر البنى المرافقة إصابة هي صمامات القلب.
- ضخامة القلب الالتهابية.
- التهاب العضلة القلبية: التهاب الجزء العضلي من القلب، غالبًا ما ينتج عن خمج فيروسي وأحيانًا عن أخماج جرثومية، وبعض الأدوية، والسموم، والاضطرابات المناعية.
- التهاب العضلة القلبية بالحمضات: التهاب العضلة القلبية ناتج عن الكريات البيضاء الحمضة المُفعَّلة مرضيًّا. يختلف هذه الاضطراب عن التهاب العضلة القلبية بأسبابه وعلاجه.
- الداء القلبي الصمامي.
- مرض القلب الخلقي: تشوه في بنية القلب موجود منذ الولادة.
- مرض القلب الروماتيزمي: أذية قلبية عضلية وصمامية ناتجة عن الحمى الروماتزمية تسببها الجراثيم المكورة العنقودية المقيحة وأخماج المجموعة من الجراثيم المكورة العقدية.

## عوامل الخطر
هناك العديد من عوامل الخطر للأمراض القلبية هي: العمر، والجنس، واستخدام التبغ، وقلة النشاط الفيزيائي، وفرط استهلاك الكحول، والحمية غير الصحية، والبدانة، والتأهب الوراثي، والقصة العائلية بالمرض القلبي الوعائي، وارتفاع ضغط الدم (فرط التوتر الشرياني)، وارتفاع سكر الدم (داء السكري)، وارتفاع كولسترول الدم (فرط شحميات الدم)، والداء البطني (الداء الزلاقي) غير المشخَّص، والعوامل النفسية، والفقر، وتدني مستوى التعليم، وتلوث الهواء.
رغم أن الإسهام الفردي بكل عامل خطر يختلف بين المجتمعات المختلفة أو المجموعات العرقية، فإن الإسهام الكلي لعوامل الخطر هذه يكون ثابت. بعض عوامل الخطر هذه مثل: العمر، والجنس، والقصة العائلية / التأهب الوراثي تكون غير قابلة للتعديل، على كل حال، تكون العديد من عوامل الخطر القلبية الوعائية الهامة قابلة للتعديل من خلال تغيير نمط الحياة، والتغيير الاجتماعي، والعلاج الدوائي (على سبيل المثال، الوقاية من ارتفاع الضغط الشرياني، وفرط شحميات الدم، وداء السكري). يكون البدينون تحت خطر متزايد للإصابة بالتصلب العصيدي في الشرايين التاجية.

### الوراثة
تؤثر العوامل الوراثية على تطور المرض القلبي الوعائي لدى الرجال بعمر أقل من 55 سنة والنساء بعمر أقل من 65 سنة. يزيد وجود المرض القلبي الوعائي لدى والدي الشخص خطر إصابته بثلاثة أضعاف. وُجِد أن تعدد أشكال النوكليوتيدات المفردة يكون مرتبطًا بالمرض القلبي الوعائي وذلك في دراسات الارتباطات الوراثية، لكن عادة ما يكون تأثيرها منفردة صغيرًا، كما إن الإسهامات الوراثية في حدوث المرض القلبي الوعائي غالبًا ما تكون غير مفهومة.

### العمر
العمر هو أهم عامل خطر في تطور الأمراض القلبية أو القلبية الوعائية، إذ يزداد خطر الإصابة ثلاثة أضعاف مع كل عقد من الحياة. قد يبدأ تشكل الشرائط الدهنية التاجية لدى اليافعين. يُقدَّر أن 82% من الذين يموتون بمرض القلب الإكليلي يكونون بعمر 65 سنة أو أكبر. بنفس الوقت، يتضاعف خطر الإصابة بالسكتة الدماغية كل عقد بعد عمر 55 سنة.
اقترِحت عدة تفسيرات لشرح سبب زيادة خطر الإصابة بالأمراض القلبية الوعائية مع تقدم العمر. أحد هذه التفسيرات يعزو ذلك إلى مستوى كولسترول المصل. لدى غالبية الناس، يزداد مستوى كولسترول المصل مع تقدم العمر. لدى الرجال، تستقر هذه الزيادة نحو عمر 45 - 50 سنة. لدى النساء، تستمر الزيادة بصورة حادة حتى عمر 60 – 65 سنة.
يرتبط تقدم العمر أيضًا بتغيرات في الخصائص البنيوية والآلية لجدار الوعاء الدموي ما يؤدي إلى فقدان المرونة الشريانية ونقص المطاوعة الشريانية وقد ينتج عن ذلك حدوث مرض الشريان الإكليلي.

### الجنس
يكون الرجال تحت خطر أكبر للإصابة بالمرض القلبي بالمقارنة مع النساء قبل سن اليأس. أما بعد سن اليأس، هناك جدل أن الخطر لدى النساء يصبح مساويًا له عند الرجال. رغم أن البيانات الأخيرة الصادرة عن منظمة الصحة العالمية والأمم المتحدة تعارض ذلك. إن كانت الأنثى مصابة بالسكري، ستكون أكثر قابلية للإصابة بالمرض القلبي بالمقارنة مع الرجال المصابين بالسكري.
إن أمراض القلب الإكليلية أكثر شيوعًا بنحو 2 – 5 مرات لدى الرجال متوسطي العمر بالمقارنة مع النساء. في دراسة أجرتها منظمة الصحة العالمية، يساهم الجنس بنحو 40% من التنوع بين معدلات إصابة كل جنس بالوفيات القلبية الإكليلية. تظهر دراسة أخرى نتائج مشابهة بأن اختلاف الجنس يفسر نحو نصف الخطر المرتبط بالأمراض القلبية الوعائية. أحد التفسيرات المحتملة للاختلاف بين الجنسين بمعدل الإصابة بالأمراض القلبية الوعائية هو الاختلافات الهرمونية. لدى النساء، يكون الإستروجين هو الهرمون الجنسي المسيطر. قد يكون للإستروجين تأثيرات وقائية على استقلاب الغلوكوز والاستتباب الجهازي، وقد يكون له تأثير مباشر في تطور وظيفة الخلايا البطانية. ينقص إنتاج الإستروجين بعد سن اليأس، وقد يؤدي ذلك إلى تغير استقلاب الدهون لدى الأنثى فيصبح أكثر إسهامًا في حدوث التصلب العصيدي وذلك من خلال إنقاص مستوى الكولسترول من نوع HDL (بروتين دهني مرتفع الكثافة) وزيادة LDL (بروتين دهني منخفض الكثافة) ومستويات الكولسترول الكلي.
لدى الرجال والنساء، هناك اختلافات في وزن الجسم، والطول، وتوزع الدهون في الجسم، ومعدل ضربات القلب، وحجم الضربة القلبية، والمطاوعة الشريانية. لدى المسنين، تكون صلابة الشرايين الكبيرة المرتبطة بالعمر أوضح لدى النساء من الرجال. قد ينتج ذلك عن صغر حجم جسم المرأة وأبعاد الشرايين والتي تكون مستقلة عن سن اليأس.

### التدخين
السجائر هي الشكل الرئيسي للتبغ المُدخَّن. لا تأتي المخاطر الصحية للتبغ فقط من الاستهلاك المباشر له، لكن أيضًا من التعرض للتدخين السلبي. يعزا نحو 10% من حالات المرض القلبي الوعائي إلى التدخين. على كل حال، يكون خطر الوفاة لدى الأشخاص الذين يقلعون عند التدخين بعمر 30 سنة تقريبًا نفس خطر الذين لم يدخنوا أبدًا.

### قلة النشاط الفيزيائي
تُعتبَر قلة النشاط الفيزيائي (الذي يُعرَّف بأنه أقل من 5 x 30 دقيقة من النشاط المعتدل أسبوعيًا أو أقل من 3 x 20 دقيقة من النشاط الشديد أسبوعيًا) حاليًا عامل الخطر الرابع المؤدي إلى الوفاة حول العالم. في 2008، 31.3% من الأشخاص بعمر 15 سنة أو أكبر (28.2% رجال و34.4% نساء) كانوا غير نشيطين فيزيائيًا بصورة كافية. ينقص خطر الإصابة بنقص التروية القلبية والداء السكري بنحو الثلث لدى البالغين الذين يشاركون في 150 دقيقة من النشاط الفيزيائي المعتدل أسبوعيًا (أو ما يعادلها). بالإضافة إلى ذلك، يساعد النشاط الفيزيائي على فقدان الوزن وتحسين ضبط غلوكوز الدم، وضغط الدم، ومستوى الدهون، والحساسية للأنسولين. قد تفسر هذه التأثيرات –على الأقل جزئيًا- فوائدها القلبية الوعائية.

### النظام الغذائي
يرتبط النظام الغذائي الذي يحتوي على كميات كبيره من الدهون المشبعة، والدهون المتحولة، والملح، القليل من الفواكه والخضار والسمك - بخطر الإصابة المرض القلبي الوعائي، رغم أنه فيما إذا كانت هذه الارتباطات سببية أم لا يبقى محل خلاف. تعزو منظمة الصحة العالمية نحو 1.7 مليون وفاة حول العالم إلى قلة استهلاك الخضار والفواكه. كما أن كمية الملح الغذائي المُستهلَك تُعتبَر مُحددًا مهمًا لمستوى ضغط الدم والخطر القلبي الوعائي الكلي. قد يعزز الاستهلاك المنتظم من الأغذية الغنية بالطاقة مثل الأغذية المعالجة ذات المحتوى العالٍ من الدهون والسكريات من البدانة ويزيد الخطر القلبي الوعائي. وجدت مراجعة كوكرين أن استبدال الدهون المشبعة بدهون متعددة عدم الإشباع (زيوت نباتية) قد أنقص الخطر القلبي الوعائي. يقلل الامتناع عن الدهون المشبعة الخطر القلبي الوعائي بنحو 17% ويشمل ذلك المرض القلبي والسكتة الدماغية. للوارد العالي من الدهون المتحولة تأثيرات ضارة على دهون الدم والواسمات الدورانية الالتهابية، وهناك تأييد كبير لاستبعاد الدهون المتحولة من الحمية الغذائية. في 2008، قدرت منظمة الصحة العالمية أن الدهون المتحولة كانت سبب أكثر من نصف ميلون حالة وفاة كل عام.
هناك أدلة على أن الاستهلاك المرتفع للسكر يكون مرتبطًا بارتفاع ضغط الدم وشحوم الدم غير المفيدة، كما يزيد وارد السكر أيضًا من خطر الإصابة بداء السكري. يرتبط الاستهلاك المرتفع للحوم بزيادة خطر الإصابة بالمرض القلبي الوعائي، ربما يعود ذلك جزئيًا إلى زيادة وارد الملح الغذائي.
إن العلاقة بين استهلاك الكحول والمرض القلبي الوعائي معقدة، وقد تعتمد على كمية الكحول المُستهلَكة. هناك علاقة مباشرة بين المستويات المرتفعة من شرب الكحول والمرض القلبي الوعائي. قد يكون استهلاك الكحول بكميات منخفضة دون حلقات من الشرب المفرط مرتبطًا بنقص خطر الإصابة بالمرض القلبي الوعائي. على مستوى السكان، المخاطر الصحية لاستهلاك الكحول تفوق أي فوائد محتملة.

### الاضطرابات الهضمية
يمكن أن يتسبب التأخر في معالجة مرض الداء البطني في تطور العديد من أمراض القلب والأوعية الدموية، يتحسن معظمها باتباع نظام غذائي خالٍ من الغلوتين. ومع ذلك، فإن التأخير في التعرف على الداء البطني وتشخيصه يمكن أن يسبب تلفًا في القلب لا رجعة فيه.

### النوم
يمكن أن يؤدي عدم الحصول على قسط كافي من النوم إلى مخاطر أمراض القلب والأوعية الدموية. تشير التوصيات إلى أن الأطفال الرضع يحتاجون عادةً إلى 12 ساعة أو أكثر من النوم يوميًا، والمراهق ما لا يقل عن ثماني أو تسع ساعات، والبالغون سبع أو ثماني ساعات، وفي دراسة للمراهقين، فقط 2.2% ممن خضعوا للدراسة حصلوا على قسط كافٍ من النوم، وكثير منهم لم يحصلوا على نوم جيد. أظهرت الدراسات أن الأشخاص الذين ينامون لفترة قصيرة والذين ينامون أقل من سبع ساعات في الليلة يزيد لديهم خطر الإصابة بأمراض القلب والأوعية الدموية بنسبة 10% إلى 30٪.

### العوامل الاجتماعية والاقتصادية
تؤثر أمراض القلب والأوعية الدموية على البلدان متوسطة الدخل أكثر من البلدان ذات الدخل المرتفع. هناك القليل من المعلومات المتعلقة بالأنماط الاجتماعية لأمراض القلب والأوعية الدموية في البلدان المنخفضة والمتوسطة الدخل ، ولكن بشكل عام يرتبط الدخل المنخفض بخطر أكبر في لإصابة بأمراض القلب والأوعية الدموية. أدت اللامساواة الاجتماعية والاقتصادية إلى ارتفاع معدلات الاصابات والوفيات بين أفراد الطبقات الدنيا، فيما تتقلص هذه النسبة في الطبقات ذات الدخل المرتفع لما يتوفر لها من وصول للخدمات الصحية أكثر مما يتوفر للفئات الفقيرة. العوامل النفسية والاجتماعية، والتعرضات البيئية، والسلوكيات الصحية، والحصول على الرعاية الصحية وجودتها تساهم في الفوارق الاجتماعية والاقتصادية في أمراض القلب والأوعية الدموية. أوصت لجنة المحددات الاجتماعية للصحة بالحاجة إلى توزيع أكثر عدالة للسلطة والثروة والتعليم والإسكان والتغذية والرعاية الصحية لمعالجة اللامساواة الصحية- في أمراض القلب والأوعية الدموية.

### تقييم المخاطر
يعتبر العمر والجنس والتدخين وضغط الدم ودهون الدم ومرض السكري مؤشرات هامة في التتنبؤ بأمراض القلب والأوعية الدموية في المستقبل لدى الأشخاص الذين ليس لديهم تاريخ مرضي مسبق. يمكن دمج هذه العوامل معًا لتقدير خطر إصابة الفرد بأمراض القلب والأوعية الدموية في المستقبل. لا تزال الاختبارات التشخيصية قيد التقييم ولكنها تفتقر حاليًا إلى أدلة قاطعة لدعم استخدامها الروتيني. وهي تشمل تاريخ العائلة، ودرجة تكلس الشريان التاجي، والبروتين التفاعلي C عالي الحساسي، والفئات الفرعية للبروتين الدهني وتركيز الجسيمات، والبروتينات الدهنية والبروتينات الدهنية AI و B، والفيبرينوجين، وعدد خلايا الدم البيضاء، الهوموسيستين، وعلامات وظائف الكلى. كما يرتبط ارتفاع نسبة الفوسفور في الدم بزيادة المخاطر.

### الاكتئاب
هناك أدلة على أن مشاكل الصحة العقلية، وخاصة الاكتئاب والإجهاد الناتج عن الصدمات النفسية، يمكن أن تزيد من خطر الإصابة بأمراض القلب والأوعية الدموية. في حين أنه من المعروف أن مشاكل الصحة العقلية مرتبطة بعوامل مثل التدخين وسوء التغذية ونمط الحياة الخامل، فإن هذه العوامل وحدها لا تفسر زيادة خطر الإصابة بأمراض القلب والأوعية الدموية التي تظهر في الاكتئاب والتوتر والقلق. علاوة على ذلك، يرتبط اضطراب ما بعد الصدمة بشكل مستقل بزيادة خطر الإصابة بأمراض القلب التاجية الحادثة، حتى بعد التكيف مع الاكتئاب والمتغيرات المشتركة الأخرى.

### عوامل مهنية
يمكن أن تشارك العوامل المرتبطة بالمهنة بأمراض القلب. يمكن أن يكون العمل المجهد مع عدم التوازن بين الجهد المبذول والمكافأة سببًا محتمل. يزيد خطر الإصابة عند الاشخاص الذين يعانون من انخفاض الدعم الاجتماعي في العمل أو الذين يعانون من الظلم أو أولئك الذين يعانون من انعدام الأمن الوظيفي، أو أولئك الذين يعملون في جداول عمل ليلية. أو لديهم أسابيع عمل طويلة أو الذين يتعرضون للضوضاء.
ازداد خطر الإصابة بالسكتة الدماغية أيضًا عند الاشخاص الذين يتعرضون للإشعاعات في أماكن العمل. يتطور ارتفاع ضغط الدم في كثير من الأحيان لدى أولئك الذين يعانون من ضغط العمل والذين يعملون بنظام الورديات. الرجال معرضون لخطر الإصابة بالنوبات القلبية والسكتات الدماغية والموت أكثر بمرتين من النساء.

### عوامل الخطر الكيميائية
تشير الدلالات إلى أن تعرض العمال لغبار السيليكا أو عوادم المحركات ومركبات الزرنيخ والبنزوبيرين والرصاص والديناميت وثاني كبريتيد الكربون وأول أكسيد الكربون وسوائل الأشغال المعدنية والتعرض لدخان التبغ يمكن أن تشارك في أمراض القلب. الاشخاص الذين يعملون في مصانع إنتاج الألومنيوم بالكهرباء أو إنتاج الورق عند استخدام عملية فصل الألياف بالكبريتات- أكثر عرضة للمخاطر. تم العثور أيضًا على ارتباط بين أمراض القلب والتعرض للمركبات التي لم يعد مسموحًا بها في بيئات عمل معينة، مثل أحماض الفينوكسي التي تحتوي على TCDD (الديوكسين) أو الأسبستوس.يرتبط التعرض في مكان العمل لغبار السيليكا أو الأسبستوس أيضًا بمرض القلب الرئوي. هناك أدلة على أن التعرض في مكان العمل للرصاص، وثاني كبريتيد الكربون، والأحماض الفينوكسية المحتوية على TCDD، وكذلك العمل في بيئة يتم فيها إنتاج الألومنيوم كهربائياً، يرتبط بالسكتة الدماغية.

### الطفرات الجينية
تشير الدلائل أن بعض الطفرات المرتبطة بسرطان الدم قد تؤدي أيضًا إلى زيادة خطر الإصابة بأمراض القلب والأوعية الدموية. وجدت العديد من المشاريع البحثية واسعة النطاق التي تبحث في البيانات الوراثية البشرية رابط قوي بين وجود هذه الطفرات وبين أمراض القلب، وهي حالة تُعرف باسم تكوُّن الدم النسيلي، والحوادث المرتبطة بأمراض القلب والأوعية الدموية والوفيات.

### العلاج الإشعاعي
يمكن أن تؤدي العلاجات الإشعاعية إلى زيادة خطر الإصابة بأمراض القلب والوفاة، كما لوحظ في علاج سرطان الثدي. يزيد العلاجي الإشعاعي من خطر الإصابة بنوبة قلبية أو سكتة دماغية بمقدار (1.5- 4) مرة. تعتمد الزيادة على قوة الجرعة وحجمها وموقعها.
تعتمد الأعراض على الجرعة المستخدمة وتشمل اعتلال عضلة القلب وتليف عضلة القلب وأمراض صمامات القلب ومرض الشريان التاجي واضطراب نظم القلب ومرض الشريان المحيطي. يمكن أن يؤدي التليف الناجم عن الإشعاع وتلف خلايا الأوعية الدموية والإجهاد التأكسدي إلى هذه الأعراض وغيرها من الأعراض الجانبية المتأخرة.

## الوقاية
تشير التقديرات إلى أن ما يقارب من 90% من أمراض القلب والأوعية الدموية يمكن الوقاية منها. تتضمن الوقاية من الأمراض القلبية الوعائية تقليل عوامل الخطر من خلال الغذاء الصحي، وممارسة الرياضة، وتجنب التدخين، والحد من تعاطي الكحول. من المفيد أيضًا علاج عوامل الخطر، مثل ارتفاع ضغط الدم والدهون والسكري. يمكن أن يقلل علاج الأشخاص المصابين بالتهاب الحلق بالمضادات الحيوية من خطر الإصابة بأمراض القلب الروماتيزمية.
- الحفاظ على نظام غذائي صحي كالنظام الغذائي النباتي.[61][62][63][64]
- استبدال الدهون المشبعة بخيارات صحية: أظهرت التجارب السريرية أن استبدال الدهون المشبعة بالزيت النباتي غير المشبع قلل من أمراض القلب والأوعية الدموية بنسبة 30٪. تظهر الدراسات القائمة على الملاحظة المستقبلية أنه في العديد من السكان، يرتبط انخفاض تناول الدهون المشبعة إلى جانب تناول كميات أكبر من الدهون المتعددة غير المشبعة والدهون الأحادية غير المشبعة بانخفاض معدلات الإصابة بأمراض القلب والأوعية الدموية.[65]
- تقليل الدهون في الجسم في حالة زيادة الوزن أو السمنة.[66] غالبًا ما يكون من الصعب التمييز بين تأثير فقدان الوزن والتغيير في النظام الغذائي، كما أن الأدلة على الأنظمة الغذائية التي تقلل الوزن محدودة.[67] ففي الدراسات القائمة على الملاحظة للأشخاص الذين يعانون من السمنة المفرطة، يرتبط فقدان الوزن بعد جراحة علاج البدانة بتقليل مخاطر الإصابة بأمراض القلب والأوعية الدموية بنسبة 46٪.[68]
- تقليل الكوليسترول الضار.[69][70] يعتبر دواء الستاتين المستخدم لخفض مستويات الكوليسترول في الدم -فعال في خفض معدلات الوفيات بنسبة 31٪.[71]
- التوقف عن التدخين، يخفض الإقلاع عن التدخين مخاطر أمراض القلب بنسبة 35٪.[72]
- ممارسة الرياضة البدنية بمعدل لا يقل عن 150 دقيقة في الأسبوع.[73][74]
- خفض ضغط الدم. حيث يؤدي خفض ضغط الدم بمقدار 10 مم زئبق إلى تقليل المخاطر بنسبة 20٪.[75][76][77][78]
- تقليل الضغط النفسي.[79] قد يكون هذا الإجراء معقدًا نسبيًا بسبب التفسيرات غير الدقيقة لما يمكن أن تحدثه التأثيرات النفسية والاجتماعية على مرضى القلب.[80] يؤثر الإجهاد العاطفي والجسدي الشديد على القلب ويؤدي إلى ما يُعرف بمتلازمة تاكوتسوبو لدى بعض الأشخاص.[81] لا يبدو أن لأدوية الاسترخاء فائدة في تقليل المخاطر التي تُحدثها الثأثيرات النفسية.[82][83]

### النظام الغذائي
اتباع نظام غذائي غني بالفواكه والخضروات يقلل من خطر الإصابة بأمراض القلب والأوعية الدموية.
وجدت مراجعة أجريت عام 2021 أن الأنظمة الغذائية النباتية يمكن أن تقلل من مخاطر الإصابة بأمراض القلب والأوعية الدموية إذا تم استهلاكها بشكل صحيح. كما بحث تحليل مماثل في الأنماط الغذائية ووجد أن «الأنظمة الغذائية الخالية من الأطعمة الحيوانية أو الأطعمة النباتية غير الصحية مفيدة للوقاية من الأمراض القلبية الوعائية». خلص تحليل أخر لعام 2018 أنه «في معظم البلدان، يرتبط النظام الغذائي النباتي بكفائة استقلابية للقلب أكثر ملاءمة مقارنة بالأنطمة الغذائية الأخرى.»
ثبت أن النظام الغذائي المحتوي على المكسرات والأسماك والفواكه والخضروات والخالي من الحلويات واللحوم الحمراء والدهون -يقلل من ضغط الدم ، ويقلل من الكوليسترول الضار في الدم. لكن الفوائد طويلة الأجل التي يمكن أن يقدمها هذا النوع من الإجراءت الوقائية مازالت موضع التساؤل.
توصي الإرشادات الغذائية في جميع أنحاء العالم بتقليل الدهون المشبعة ، على الرغم من أن دور الدهون الغذائية في أمراض القلب والأوعية الدموية معقد ومثير للجدل، إلا أن هناك إجماعًا على أن استبدال الدهون المشبعة بالدهون غير المشبعة في النظام الغذائي يعد خطوة مهمة في تقليل خطر الإصابة.
وجدت دراسة حديثة أجريت عام 2020 أن تقليل تناول الدهون المشبعة لمدة عامين على الأقل يمكن أن تسبب في انخفاض نسبة أمراض القلب والأوعية الدموية. لكن لم تجد الدراسات القائمة على الملاحظة التي أجريب عام 2015 ارتباطًا مقنعًا بين تناول الدهون المشبعة وأمراض القلب والأوعية الدموية. خلصت مراجعة إلى تناول الملح بكميات كبيرة يزيد من ارتفاع ضغط الدم، كما يزيد من عدد حالات الإصابة بأمراض القلب والأوعية الدموية نتيجة لارتفاع ضغط الدم.

### الصوم المتقطع
مجموعة الأدلة العلمية الحالية غير مؤكدة بشأن ما إذا كان الصيام المتقطع يمكن أن يقي من أمراض القلب والأوعية الدموية. لكن قد يساعد الصيام المتقطع الأشخاص على إنقاص وزن أكبر أفضل بكثير من اتباع بعض الحميات الغذائية.

### النشاط البدني
يُقلل إعادة تأهيل القلب عن طريق التمارين البدنية بعد الإصابة بنوبة قلبية -من خطر الوفاة بسبب أمراض القلب والأوعية الدموية ويؤدي إلى تقليل حالات الدخول إلى المستشفى. هناك عدد قليل من الدراسات حول ما إذا كانت التمارين البدنية قد تقي الأشخاص الذين قد يعانون من زيادة مخاطر الإصابة بأمراض القلب والأوعية الدموية مستقبلًا. قدرت مراجعة منهجية أن الخمول هو المسؤول عن 6% من أمراض القلب التاجية في جميع أنحاء العالم.
قُدر أن 121,000 حالة وفاة بسبب أمراض القلب التاجية كان من الممكن تفاديها في أوروبا عام 2008 إذا كان الناس نشطين بدنيًا. تشير أدلة غير مؤكدة إلى أن ممارسة اليوجا لها آثار مفيدة على ضغط الدم والكوليسترول. تشير الدلائل المبدئية إلى أن برامج التمارين المنزلية قد تكون أكثر كفاءة في تحسين الالتزام بالتمرينات.

### المكملات الغذائية
في حين أن اتباع نظام غذائي صحي مفيد بشكل كبير، إلا أن تأثيرات مكملات مضادات الأكسدة (فيتامين هـ، وفيتامين ج، إلخ) والفيتامينات الأخرى لم يثبت أنها قد تقي من أمراض القلب والأوعية الدموية، بل على العكس قد تؤدي في بعض الحالات إلى ضرر.
تعمل المكلات المحتوية على المغنيسيوم على خفض ضغط الدم. يُنصح العلاج بالمغنيسيوم لدى الأشخاص الذين يعانون من عدم انتظام ضربات القلب البطيني المرتبط بتورساد دي بوانت الذين يعانون من متلازمة كيو تي الطويلة، ولعلاج الأشخاص الذين يعانون من عدم انتظام ضربات القلب الناجم عن التسمم بالديجوكسين. لا يوجد دليل على أن مكملات أحماض أوميغا 3 الدهنية مفيدة.

## الأدوية
تقلل أدوية ضغط الدم من الإصابة بأمراض القلب والأوعية الدموية لدى الأشخاص المعرضين للخطر. يؤدي تخفيض
ضغط الدم إلى المستويات الطبيعة إلى تخفيض نسبة المخاطر.
يحتاج معظم الأشخاص المصابين بارتفاع ضغط الدم إلى أكثر من دواء واحد لتحقيق انخفاض مناسب في ضغط الدم.
تعتبر أدوية الستاتينات فعالة في الوقاية من أمراض القلب والأوعية الدموية لدى الأشخاص الذين لديهم تاريخ مرضي مسبق.
يُنصح باستخدام أدوية الستاتينات في الأشخاص المعرضين لخطر الإصابة بأمراض القلب والأوعية الدموية بنسبة 12% خلال السنوات العشر القادمة.
تقلل الأدوية المضادة لمرض السكر من مخاطر الإصابة بأمراض القلب والأوعية الدموية لدى الأشخاص المصابين بداء السكري من النوع 2، على الرغم من أن الأدلة ليست قطعية. أظهرت دراسة أجريت عام 2009 شملت 27,049 مشاركًا و 2370 مرضًا قلبيًا-انخفاضًا بنسبة 15% في مخاطر أمراض القلب والأوعية الدموية مع انخفاض نسبة السكر في الدم طيلة فترة الدراسة التي أستمرت لمدة 4.4 سنة.
تم العثور على الأسبرين ليكون ذا فائدة محدودة في الأشخاص المعرضين لخطر الإصابة بأمراض القلب، لكن يكاد يكون خطر حدوث نزيف بسبب الأسبرين مساويًا للفائدة التي يشارك بها في منع مضاعفات أمراض القلب والأوعية الدموية.

## الفحوصات الحيوية
يُعتقد بأن بعض الفحوصات يمكنها أن تدل على وجود احتمالية الإصابة بمرض قلبي وعائي. ولكن قيمة هذه الق الحيوية تبقى محل شك في الممارسة السريرية. وفي الوقت الحاضر فإن الوصمات الحيوية التي يمكن أن تعكس احتمالية كبيرة للإصابة بمرض قلبي وعائي تتضمن:
- تركيزات دموية عالية للفيبرونيجين ومثبط منشط البلازمينوجين-1
- هوموسيستئين مرتفع (>10 ميكرومول/لتر)[116]
- مستويات دم مرتفعة لثنائي ميثيل الأرجنين اللا متناظر
- وجود التهاب يدل عليه قياس البروتين المتفاعل ج
- مستويات دم مرتفعة للببتيد المخي المدر للصوديوم

## علم الأوبئة
أجريت الدراسات الأولى حول صحة القلب والأوعية الدموية في عام 1949 من قبل جيري موريس باستخدام بيانات الصحة المهنية، ونشرت في عام 1958.

## وصلات خارجية

### دولية
- Total Cholesterol Distribution vs. CHD deaths
- Drug Class Review on Beta Adrenergic Blockers Sep 2007

### منظمات
- Heart Disease and Stroke Statistics - 2006 Update من جمعية القلب الأمريكية
- مؤسسة أمراض القلب والشراين
- المؤسسة القلب البريطانية
- موقع أمراض القلب والشرايين من منظمة الصحة الدولية